# Abbott und Costello

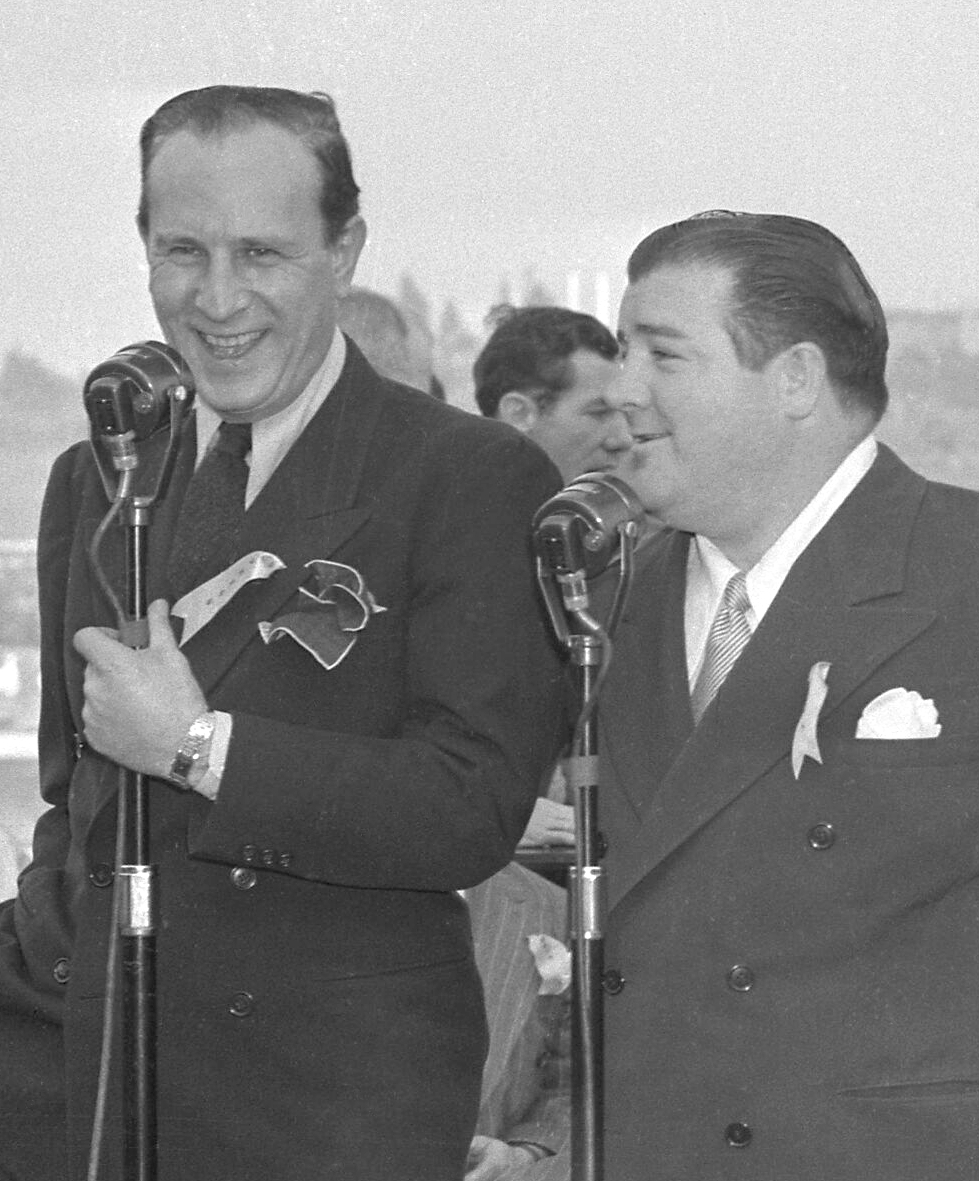
Abbott und Costello (1941)

Abbott und Costello waren ein berühmtes US-amerikanisches Komiker-Duo, bestehend aus Bud Abbott und Lou Costello. Sie traten in Film, Radio, Theater und Fernsehen auf und waren in den 1940er- und frühen 1950er-Jahren in Amerika erfolgreich. Von 1940 bis 1955 drehten sie zumeist drastische Komödien, in denen sie Filmgenres wie Western, Horror oder Science Fiction (mit Abbott and Costello go to Mars) sowie die Filmbranche selbst persiflierten, wobei Abbott meist einen etwas kleinkarierten Mann von Welt spielte, der seinen etwas dümmlichen Partner Costello ausnutzt.

## Zusammenarbeit

### Anfänge
Costello traf Abbott 1931, als dieser im Brooklyn Theater in New York als Kassierer arbeitete. Costello bat Abbott, als Stichwortgeber einzuspringen, da sein eigentlicher Partner erkrankt war. Während der 1930er begannen Abbott und Costello ihre Karriere in Burlesquen, Varietés, Musikshows und Filmtheatern.
Costello bestand darauf, die Gewinne aus den Shows 60:40 zu Gunsten Abbotts aufzuteilen. Er war der Meinung: „Komiker gibt es wie Sand am Meer. Gute Stichwortgeber sind schwer zu finden.“

### Filmprojekte
Im Jahr 1938 hatten sie ihren ersten landesweiten Auftritt in der Kate Smith Radio Hour Show, und im folgenden Jahr schlossen sie einen Vertrag mit den Universal Studios ab. 1940 drehten sie mit One Night in the Tropics ihren ersten Film. Obwohl Abbott und Costello nur Nebenrollen in diesem Film hatten, wurde er durch die berühmte Nummer Who’s on First?, die schwer ins Deutsche zu übertragen ist, zu ihrem Film. Infolge dieser Produktion wurden sie von Universal unter Vertrag behalten und drehten als Hauptdarsteller noch 27 weitere Filme für das Studio. In anderen Studios entstanden demgegenüber lediglich acht Filme des Duos. Zu diesen insgesamt 36 zwischen 1940 und 1956 entstandenen Filmen kam 1954 noch ein Cameo in Fireman Save My Child, der aufgrund einer Krankheit von Costello allerdings weitgehend verhindert wurde (die beiden sind nur noch in Totalen zu sehen), und ein paar wenige vornehmlich zu Werbezwecken entstandene Kurzfilme, in denen die beiden Gastauftritte hatten.
1948 drehten Abbott und Costello die Horrorkomödie Abbott und Costello treffen Frankenstein, in dem sie an der Seite der damals größten Genrestars Bela Lugosi (als Graf Dracula), Lon Chaney jun. (als ein Werwolf) und Glenn Strange (als Frankensteins Monster) zu sehen waren; stimmlich mit von der Partie war auch Vincent Price als der Unsichtbare. Dieser Film war ein internationaler Erfolg und der Beginn einer Reihe von Kinofilmen, in denen die Komiker mit bekannten Figuren aus dem Horror- und Krimikino konfrontiert werden. An den Erfolg der Frankenstein-Persiflage konnten Abbott und Costello allerdings nicht mehr heranreichen.
Im deutschsprachigen Raum sind die beiden bis heute eher unbekannt. Nur ein Teil ihrer Filme wurde überhaupt synchronisiert, und ein Großteil dieser deutschen Fassungen ist mittlerweile nicht mehr verfügbar und möglicherweise sogar verschollen. Auf DVD wurden drei Filme veröffentlicht, die nur für kleine Studios produziert wurden. Zu diesen gehören allerdings auch die beiden einzigen Abbott-und-Costello-Farbfilme Hans und die Bohnenstange und Piraten wider Willen. Der dritte Film Verrücktes Afrika liegt ebenfalls in einer Farbfassung vor, bei der es sich allerdings um eine nachträglich colorierte Version handelt. Im April 2011 wurde die DVD-Box „Abbott & Costello treffen die Hollywood-Monster“ mit den Schwarz/Weiß-Filmen Abbott und Costello treffen Frankenstein, Auf Sherlock Holmes’ Spuren, Abbott and Costello Meet Dr. Jekyll and Mr. Hyde sowie Abbott und Costello als Mumienräuber veröffentlicht.

### Fernsehen
Nach einigen Jahren bekam das Duo mit The Abbott and Costello Show auch eine eigene Fernsehserie, die in den Jahren 1952 und 1953 erstmals ausgestrahlt wurde, sowie mehrere Radioshows. Darüber hinaus fungierten sie in mehreren Folgen der Fernseh-Live-Show The Colgate Comedy Hour als Moderatoren, die stets aktiv ins Geschehen eingriffen. Nicht zuletzt waren sie mit ihren Programmen weiterhin auf der Bühne aktiv.
Nach dem Tod Costellos im Jahr 1959 leitete Abbott noch eine 1967 ausgestrahlte Zeichentrickserie mit den beiden als Hauptcharakteren in die Wege, in der er die Synchronisation seines Parts auch selbst übernahm. Ohne Costello als Schauspieler vor der Kamera trat er nur ein einziges Mal, in einer Folge der Serie General Electric Theater aus dem Jahr 1961, auf. Auch Costello hatte in dieser Serie einen Auftritt ohne Abbott, drehte kurz vor seinem Tod außerdem die Komödie The 30 Foot Bride of Candy Rock ab, die erst postum veröffentlicht wurde. Weiterhin hatte er, ebenfalls ohne Abbott, mehrere Auftritte in der Steve Allen Show, war folglich wesentlich reger um eine Solokarriere bemüht. Ein Jahr vor seinem Tod gelang ihm zuletzt auch ein Imagewechsel, als er in einer Folge der Serie Wagon Train einen Alkoholiker spielte.
Im November 1978 wurde im US-Fernsehen ein Biopic über die beiden, unter dem Titel Bud and Lou, ausgestrahlt, in dem Bud Abbott von Harvey Korman und Lou Costello von Buddy Hackett, der ihn bereits bei dem Cameo-Auftritt in Fireman Save My Child vertreten hatte, gespielt wurde. Der Film ist inhaltlich allerdings sehr umstritten.

### Trennung
Abbott und Costello trennten sich 1957 nach Problemen mit der Steuerbehörde, die beide in den Ruin trieb. Costello hatte außerdem das Vertrauen in seinen Partner Abbott verloren, da Auftritte an dessen Alkoholkonsum, mit dem er – Schilderungen zufolge – seine Epilepsie zu kontrollieren versuchte, gescheitert sein sollen, und an einen weiteren Erfolg, der die beiden finanziell hätte retten können, insofern nicht mehr zu denken war. Kurz vor der Premiere ihres letzten gemeinsamen Films hatte Abbott im November 1956 noch versucht, Costello mit einer ihm gewidmeten Folge der Fernsehshow This Is Your Life zu überraschen. Anstatt die beiden noch einmal zusammenzuraufen, bekam die Sendung jedoch eher einen tristen Charakter, da u. a. der Tod von Costellos einzigem Sohn vor laufender Kamera zum Thema gemacht wurde und man außerdem krampfhaft ein schönes Bild der Familie Costello zu zeichnen versuchte.
Das Duo trennte sich zwar im Zwist, und Abbott soll vom Tod Costellos nur aus einer Zeitung erfahren haben, wie es seinerzeit in den Medien hieß, trotzdem waren die Familien aber gut befreundet, was letztlich überdauernden Charakter hatte, und möglicherweise wurde eine offizielle „Versöhnung“ der beiden nur durch den plötzlichen Tod Lou Costellos verhindert. Ihre Beliebtheit ist ungebrochen. In den USA wurden sämtliche ihrer Filme auf DVD veröffentlicht. Auch ihre Fernsehserie und etliche ihrer Colgate-Comedy-Hour-Folgen sind auf DVD verfügbar. Groucho Marx bezeichnete Bud Abbott einmal als den besten Stichwortgeber, den es im Comedy-Fach je gegeben habe. Costello kann demgegenüber als einer der wirklich talentiertesten Komiker der Filmgeschichte gesehen werden, der sich mit seiner kindlich-verspielten Art, die teilweise fast comic-haften Charakter hatte, großer Beliebtheit erfreute und noch immer erfreut.

### Sonstiges
Im Science-Fiction-Film Arrival von Denis Villeneuve aus dem Jahr 2016 wird ein Alien-Paar von einem Wissenschaftler scherzhaft nach den Komikern Abbott und Costello benannt.

## Filmografie
- 1940: One Night in the Tropics
- 1941: Buck Privates
- 1941: Zwei von der Marine (In the Navy)
- 1941: Vorsicht Gespenster! (Hold That Ghost)
- 1941: Fallschirmakrobaten (Keep 'Em Flying)
- 1942: Helden im Sattel (Ride 'Em Cowboy)
- 1942: Rio Rita
- 1942: Abbott und Costello unter Kannibalen (Pardon My Sarong)
- 1942: Who Done It?
- 1943: It Ain’t Hay
- 1943: Abbott und Costello auf Glatteis (Hit the Ice)
- 1944: In Society
- 1944: Abenteuer im Harem (Lost in a Harem)
- 1945: Here Come the Co-eds
- 1945: The Naughty Nineties
- 1945: Abbott und Costello in Hollywood (Bud Abbott and Lou Costello in Hollywood)
- 1946: Zwei Sprengstoffverkäufer (Little Giant)
- 1946: The Time of Their Lives
- 1947: Zwei trübe Tassen – vom Militär entlassen (Buck Privates Come Home)
- 1947: Die Wildwest-Witwe (The Wistful Widow of Wagon Gap)
- 1948: Strick am Hals (The Noose Hangs High)
- 1948: Abbott und Costello treffen Frankenstein (Abbott and Costello Meet Frankenstein)
- 1948: Im Lande der Kakteen (Mexican Hayride)
- 1949: Verrücktes Afrika / Dschungel der Gefahren / Auf Safari (Africa Screams)
- 1949: Abbott and Costello Meet the Killer
- 1950: Abbott und Costello als Legionäre (Abbott and Costello in the Foreign Legion)
- 1951: Auf Sherlock Holmes’ Spuren (Abbott and Costello Meet the Invisible Man)
- 1951: Comin’ Round the Mountain
- 1952: Hans und die Bohnenstange (Jack and the Beanstalk)
- 1952: Lost in Alaska
- 1952: Piraten wider Willen (Abbott and Costello Meet Captain Kidd)
- 1953: Abbott and Costello Go to Mars
- 1953: Abbott und Costello gegen Dr. Jekyll und Mr. Hyde (Abbott and Costello Meet Dr. Jekyll and Mr. Hyde)
- 1954: Fireman Save My Child
- 1955: Abbott und Costello als Gangsterschreck (Abbott and Costello Meet the Keystone Kops)
- 1955: Abbott und Costello als Mumienräuber (Abbott and Costello Meet the Mummy)
- 1956: Tolle Jungs im Einsatz (Dance with Me Henry)